# Parc d'État de Custer
Le parc d’État de Custer (en anglais : Custer State Park) est un parc d'État américain, réserve sauvage située au sein des Black Hills, dans l'État du Dakota du Sud. Il s'agit du plus vieux et du plus étendu parc de l'État, nommé d'après George Armstrong Custer. La zone est historiquement composée de seize sections et est regroupée en un bloc en 1912 sous le nom de forêt d'État de Custer (Custer State Forest), avant de trouver son nom actuel en 1913 sous l'action du gouverneur du Dakota du Sud, Peter Norbeck.

## Histoire

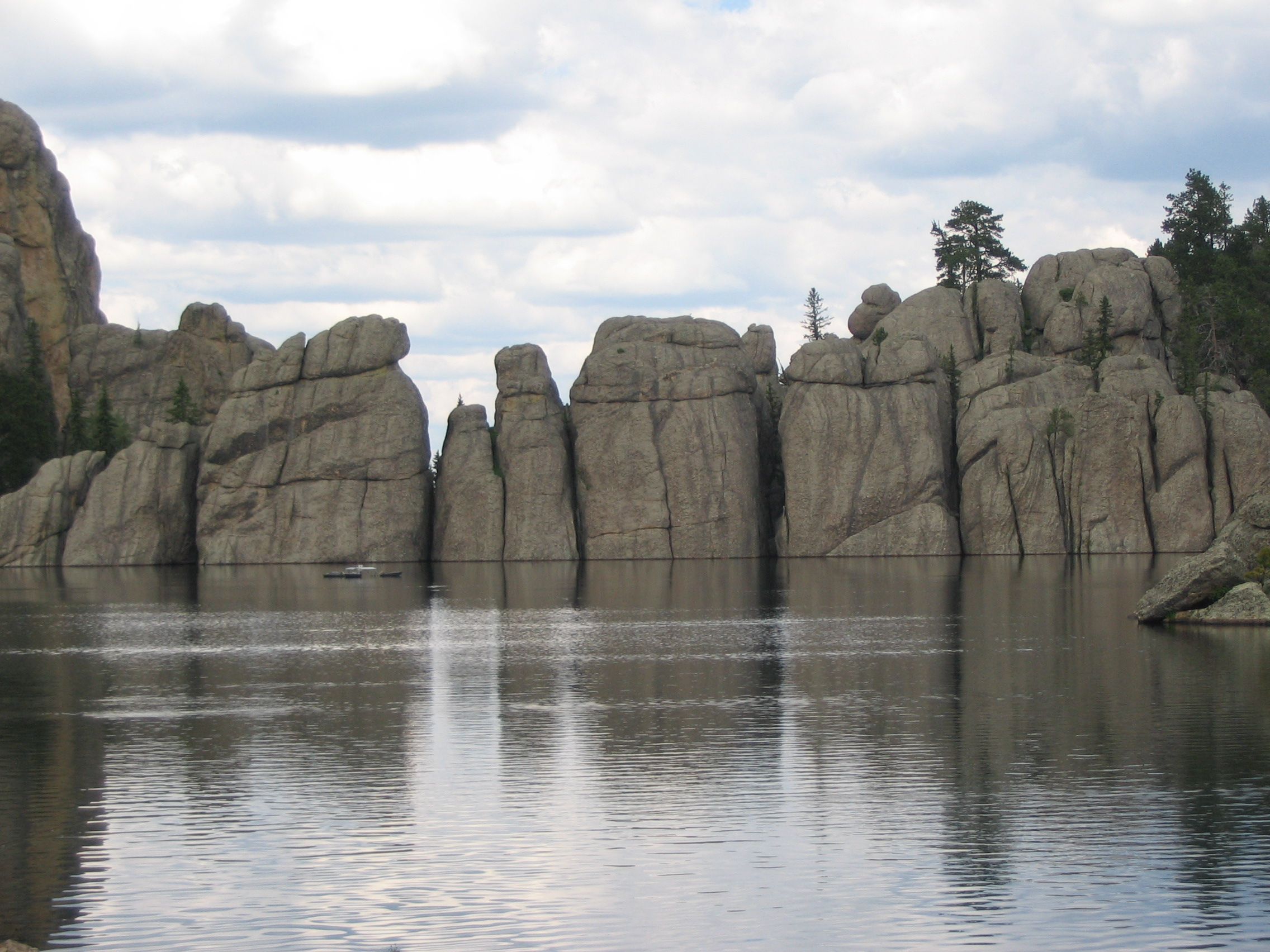
Formations rocheuses dans le parc d'État de Custer.

Le parc se développe rapidement dans les années 1920 en gagnant de nouvelles terres. Durant les années 1930, le Civilian Conservation Corps construit des routes, des campings et trois barrages pour accueillir des activités nautiques. En 1964, 9 274 hectares sont ajoutés au parc,. Le parc s'étend désormais sur une superficie d'environ 287 km2. Il est constitué de collines qui accueillent une faune importante dont notamment un troupeau de bisons en liberté composé de 1 500 têtes et dont la gestion prévoit une mise aux enchères annuelle d'un nombre variable de bêtes pour en réguler leur population sur le parc.

## Animaux
Les wapitis, cerfs hémiones, cerfs de Virginie, chèvres des montagnes Rocheuses, mouflons canadiens, pronghorns, cougars, et ânes vivent également dans le parc. Il est célèbre pour ses paysages, sa route touristique (la Needles Highway passant sous des tunnels rocheux et le circuit wildlife loop). Il permet d'apercevoir le troupeau de bisons et l'habitat des chiens de prairie.

## Tourisme
Le parc est facilement accessible par la route au départ de la ville de Rapid City. Les autres attractions touristiques de la région incluent le mont Rushmore, le mémorial Crazy Horse, ainsi que les parcs nationaux des Badlands et de Wind Cave.
On trouve plusieurs lodges dans le parc, parmi lesquels le State Game Lodge et le Sylvan Lake Lodge.